# Józef Gawlina

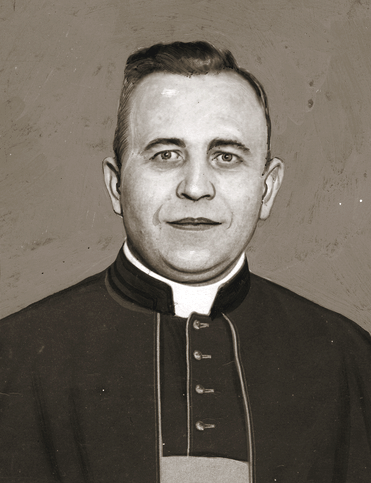
Arcebispo Józef Gawlina

Józef Feliks Gawlina, nascido em 1892 em Strzybnik (condado de Racibórz) na Silésia - morreu em 1964 em Roma como General de divisão nas Forças Armadas Polonesas. Foi ordenado sacerdote, doutor em teologia e, a partir de 1933, bispo católico no ordinariato militar da Polônia. Depois da Segunda Guerra Mundial, o cardeal Hlond deu-lhe a missão de cuidar da pastoral da diáspora polonesa. Nas palavras do Papa João Paulo II, Gawlina era um "bispo - Nômade ". Ele foi elevado ao posto de arcebispo em 1957. Depois de sua morte, o Secretário Geral do Concílio Vaticano II o descreveu como um "verdadeiro pastor".

## Bibliografia

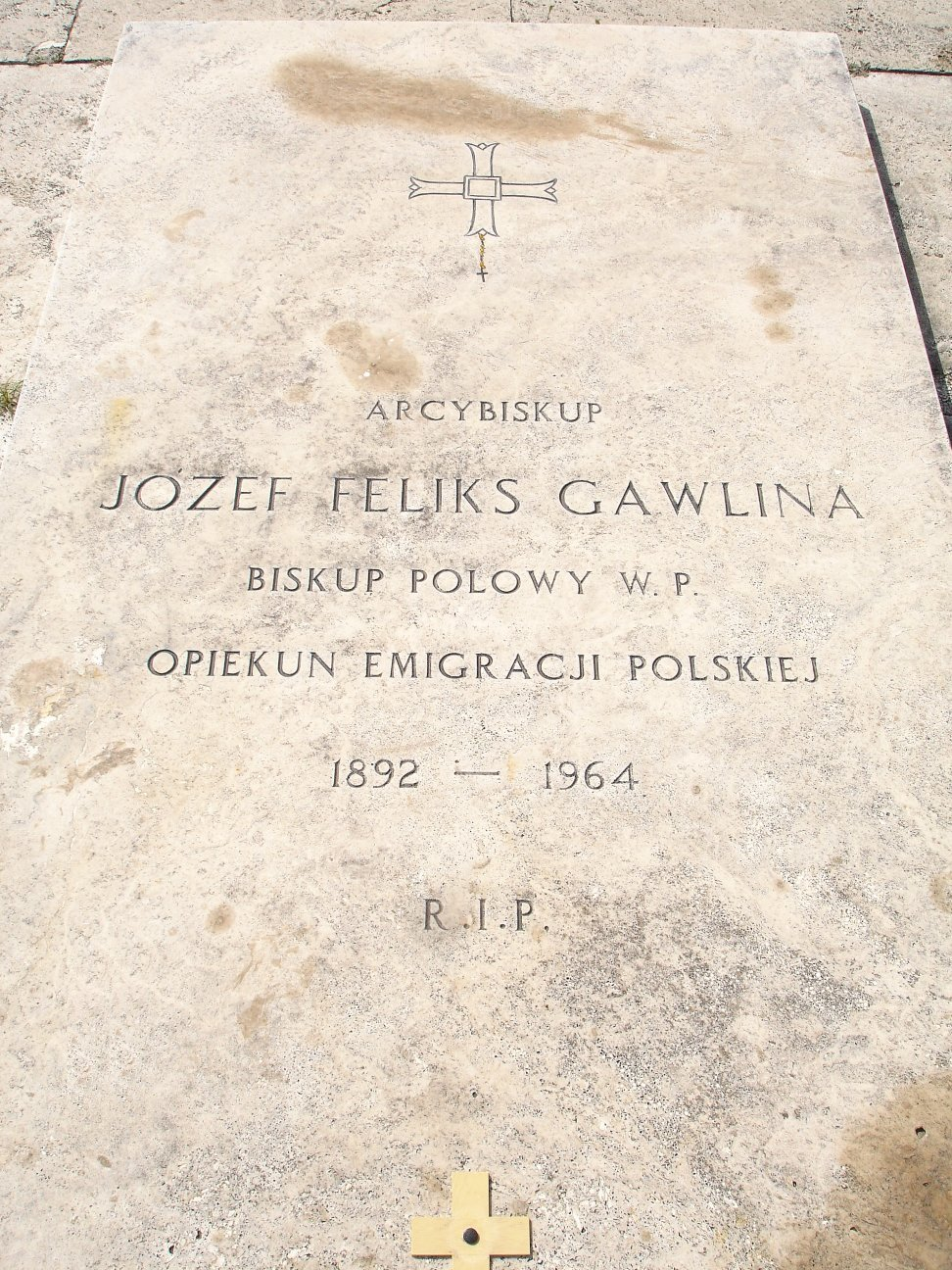
A lápide do Arcebispo Gawlina no cemitério de Monte Cassino

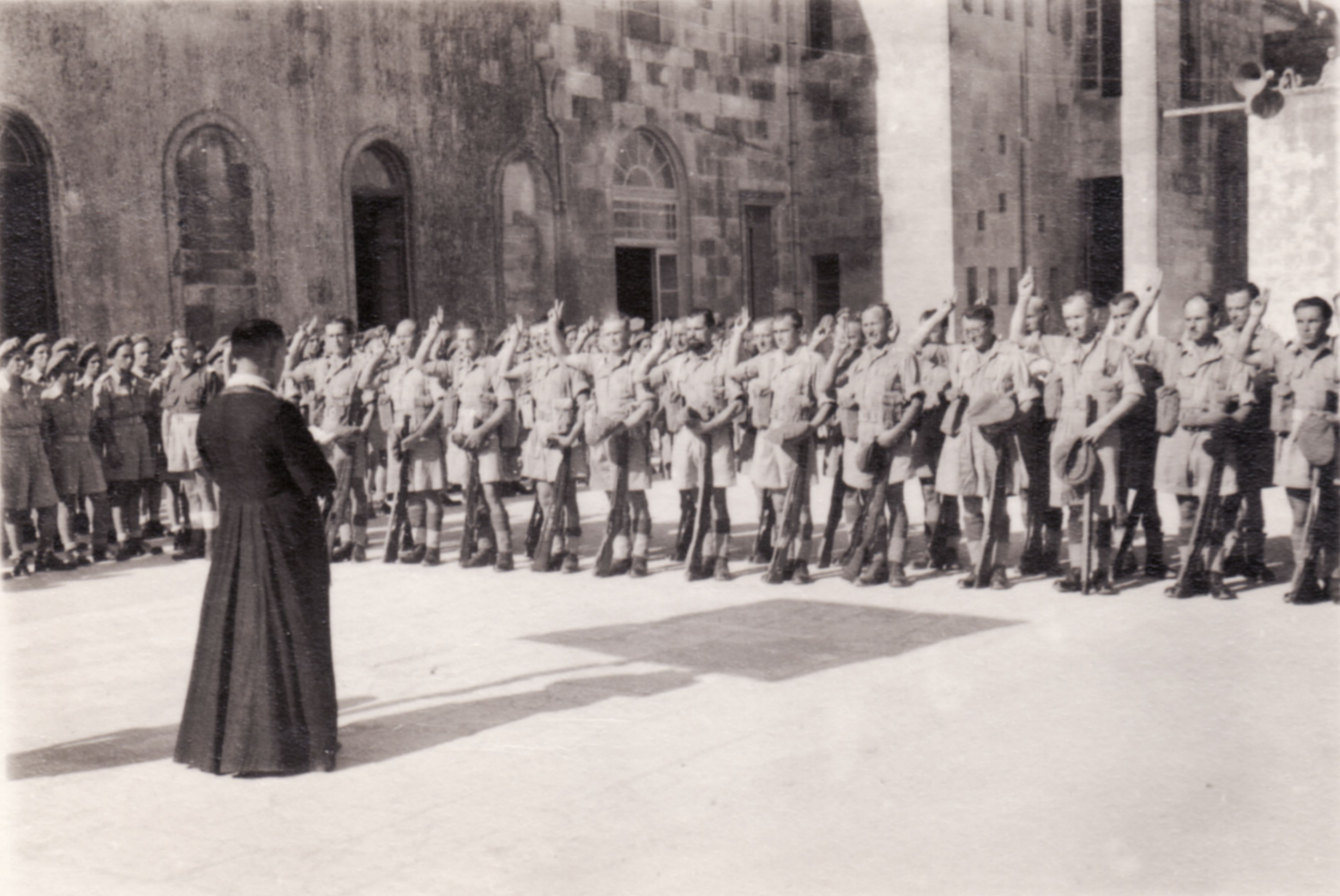
II Corpo de exército polonês com o bispo Józef Gawlina em Casarano, 1946